# Mekaf
Mekaf est un village du Cameroun situé dans l’arrondissement de Zhoa, dans le département de Menchum et dans la région du Nord-Ouest.

## Localisation
Mekaf est situé à environ 68 km de Bamenda, le chef-lieu de la région du Nord-Ouest et à 333 km de Yaoundé, la capitale du Cameroun. 

## Population
Lors du recensement de 2005, on a dénombré 1 034 habitants, dont 493 hommes et 541 femmes.

## Éducation
Il y a une école publique GS Nake Mekaf et une école catholique CS Mekaf. 

## Langue
La langue parlée à Mekaf est le Naki.